# Walter Hagg
Walter Hagg (* 30. Dezember 1948 in Wien) ist ein österreichischer Diplomat; er war der österreichische  Botschafter in Luxemburg (2003 bis 2007) und Irland (2007 bis 2012).

## Leben
Walter Hagg studierte von 1968 bis 1972 Rechtswissenschaft an der Universität Wien. 1972 promovierte er zum Doktor der Rechte und war von 1973 bis 1974 Assistent am Institut für deutsche Rechtsgeschichte der Universität Wien bei Rudolf Hoke. Von 1974 bis 1976 besuchte Walter Hagg die Diplomatische Akademie Wien.
Hagg ist außerdem ein ausgebildeter Opernsänger. Er wurde von 1966 bis 1972 am Konservatorium der Stadt Wien bei Judith Hellwig in Gesang unterrichtet und von 1972 bis 1976 an der Wiener Akademie für Musik und darstellende Kunst bei Luise Scheit.
Er ist seit 1978 verheiratet mit Aglaë, geborene Thun und Hohenstein, und hat eine Tochter und zwei Söhne.

## Diplomatischer Werdegang
Nach seinem Eintritt in den österreichischen auswärtigen Dienst war Walter Hagg bis 1977 im Bundesministerium für auswärtige Angelegenheiten (BMaA). Dort befasste er sich mit den bilateralen Wirtschaftsbeziehungen mit osteuropäischen Staaten und der Konferenz über Sicherheit und Zusammenarbeit in Europa (KSZE). Bis 1978 war er zum 1. Folgetreffen der KSZE in Belgrad entsandt, danach war er von 1978 bis 1981 in der österreichischen Botschaft in Rom und bis 1984 in der österreichischen Botschaft in Lagos, dort als Erstzugeteilter. Von 1984 bis 1988 war Walter Hagg stellvertretender Leiter des Generalsekretariats im österreichischen Außenministerium, um anschließend Gesandter zu werden, zuerst von 1988 bis 1993 in der Botschaft in Rom, wo er federführend am Zustandekommen der Streitbeilegung in Bezug auf die Autonomie Südtirols beteiligt war, dann von 1993 bis 1996 in der Botschaft in Paris. In das Außenministerium zurückkehrend war er dort von 1997 bis 2003 Leiter der Abteilung 2 der Sektion II, die als politische Sektion zuständig war für Südtirol, Italien, die Türkei, Griechenland, Zypern, Spanien, Portugal und den Heiligen Stuhl.
Seine erste Akkreditierung als Botschafter hatte Walter Hagg in Luxemburg, wo er von 2003 bis 2007 als Nachfolger von Christian Strohal österreichischer Botschafter wurde. Von 2007 bis 2012 war er Botschafter in Irland. Sein Nachfolger dort war Thomas Nader.

## Auszeichnungen
- 1993: Großoffizier des Verdienstordens der Italienischen Republik[3]
- 1994: Großes Ehrenzeichen für Verdienste um die Republik Österreich[4]
- 2002: Großkreuz des Verdienstordens der Italienischen Republik[3]
- 2005: Großer Tiroler Adlerorden[5]
- 2005: Großes Silbernes Ehrenzeichen für Verdienste um die Republik Österreich[4]